# 滕嫩山麓圣马丁
滕嫩山麓圣马丁是奥地利萨尔茨堡州蓬高地区圣约翰县的一个市镇。总面积46.9平方公里，总人口1406人，人口密度30.0人/平方公里（2001年）。